# یواس‌ان‌اس تیمبر هیچ (تی-ای‌جی‌ام-۱۷)
یواس‌ان‌اس تیمبر هیچ (تی-ای‌جی‌ام-۱۷) (به انگلیسی: USNS Timber Hitch (T-AGM-17)) یک کشتی بود که طول آن 338' 9" بود. این کشتی در سال ۱۹۴۴ ساخته شد.